# Galgenmoor
Galgenmoor ist ein Ortsteil der Stadt Cloppenburg im gleichnamigen Landkreis in Niedersachsen.
Der Ort liegt westlich des Kernbereichs von Cloppenburg und westlich der B 213. Er ist benannt nach dem gleichnamigen See, der etwa 200 Meter lang und 90 Meter breit ist; das Baden im See ist untersagt. Der Umfang des Galgenmoors beträgt ca. 600 m und dient der Naherholung.